# Comunidad Iberoamericana de Naciones
La Comunidad Iberoamericana de Naciones (CIN) es un concepto que identifica al conjunto de países iberoamericanos. Con este término a menudo se hace alusión a las Cumbres Iberoamericanas.
Se trata de un concepto político, ya que no existe una organización jurídica con tal nombre. Sin embargo, como concepto humanístico es muy utilizado por los ciudadanos e instituciones. El concepto ha sido recogido en el primer párrafo de la Declaración de Salamanca de 2005 de la XV Cumbre Iberoamericana de Jefes de Estado y de Gobierno:
"Los Jefes de Estado y de Gobierno de la Comunidad Iberoamericana de Naciones reunidos en su XV Cumbre en Salamanca, España, los días 14 y 15 de octubre de 2005, ratificamos la totalidad del acervo iberoamericano integrado por los valores, principios y acuerdos que hemos aprobado en las anteriores Cumbres."
La Red Iberoamericana de Cooperación Jurídica Internacional define así Comunidad Iberoamericana de Naciones: Estados participantes en los procesos de cumbres iberoamericanas de Jefes de Estado y de Gobierno.

## Un concepto en expansión
El término de Comunidad Iberoamericana de Naciones es empleado en la producción científica, académica y cultural. Desde la I Cumbre Iberoamericana de Guadalajara, iniciadora de las Cumbre Iberoamericana, se han sucedido los artículos de expertos y políticos que se hacen eco de la Comunidad Iberoamericana de Naciones.
Los artículos y monografías sobre el concepto de la Comunidad Iberoamericana de Naciones son abundantes. Es empleado en reseñas científicas que han utilizado este concepto como en Medina Núñez y en monografías.[cita requerida]

## Estatus jurídico
El concepto de Comunidad Iberoamericana de Naciones todavía no tiene estatuto legal, debido a que no está recogido en ningún tratado internacional que hayan suscrito los países que lo componen. Sin embargo, la Declaración de Salamanca de 2005 aprobada en la Cumbre Iberoamericana lo recoge, aunque este documento no tiene carácter vinculante, sino declaratorio.
En la actualidad existen cinco declaraciones de las Cumbres Iberoamericanas que han hecho referencia a la Comunidad Iberoamericana de Naciones:
- Declaración de los jefes de Estado y de Gobierno de los Países Iberoamericanos sobre el Canal de Panamá, en Panamá (X Cumbre Iberoamericana de Jefes de Estado y de Gobierno).[14]
- Declaración de San José (XIV Cumbre Iberoamericana de Jefes de Estado y de Gobierno).[15]
- Declaración de Córdoba (VI Conferencia Iberoamericana de Cultura de Córdoba, XV Cumbre Iberoamericana de Jefes de Estado y de Gobierno)
- Declaración de Salamanca (XV Cumbre Iberoamericana de Jefes de Estado y de Gobierno).[16]
- Declaración de Guadalupe (II Conferencia Iberoamericana de Educación, II Cumbre Iberoamericana de Jefes de Estado y de Gobierno).

Por otro lado, el concepto ha sido recogido en el "Decreto, 105/2008, 16 de octubre, por el que se regula la concesión de ayuda directa para la ejecución de actuaciones dirigidas al desarrollo de programas en materia de juventud, con países miembros de la Comunidad Iberoamericana de Naciones", de la Comunidad Autónoma de Cantabria.

## Secretaría General Iberoamericana
La SEGIB es el organismo internacional de apoyo a los 22 países que conforman la comunidad iberoamericana: los 19 de América Latina de lengua castellana y portuguesa, y los de la península ibérica España, Portugal y Andorra, a saber : Andorra, Argentina, Bolivia, Brasil, Chile, Colombia, Costa Rica, Cuba, República Dominicana, Ecuador, El Salvador, España, Guatemala, Honduras, México, Nicaragua, Panamá, Paraguay, Perú, Portugal, Uruguay y Venezuela.
Todos estos países participan en las Cumbres Iberoamericanas y son miembros de los cinco organismos iberoamericanos que componen el Sistema iberoamericano. Además, Guinea Ecuatorial es miembro de la OEI y la OISS. Filipinas y Puerto Rico participan también en las Cumbres Iberoamericanas junto con Guinea Ecuatorial solo como miembros asociados, a pesar que no son miembros de ninguno de los cinco organismos iberoamericanos, y de manera voluntaria participan en los programas Iberarchivos de la OEI.
Los países de lengua oficial portuguesa de África y Asia, Cabo Verde, Guinea-Bissau, Angola, Mozambique, Timor Oriental y Santo Tomé y Príncipe, participan junto con uno de los organismos iberoamericanos, la OEI, en el proyecto Iberofonía, y autores como Durántez Prados reconocen la posibilidad de que estos países acaben vinculándose formalmente a la Comunidad Iberoamericana de Naciones.
Respecto a los requisitos de membresía plena en la Cumbre iberoamericana y, por tanto, respecto a la posible expansión de la Comunidad Iberoamericana de Naciones, en la incorporación de Andorra la Cumbre impuso como única condición de ingreso que los países candidatos adoptaran el "acervo cultural" iberoamericano, lo que en la práctica se traduce en participar en las Cumbres en español o portugués.
La posibilidad de obtener el estatus de Observador de la Conferencia Iberoamericana se abre a otros ámbitos. Fernando García Casas,  responsable de Planificación y Comunicación de la Secretaría de Cooperación Iberoamericana (SECIB), precursora de la SEGIB, apuntaba como principales ámbitos o posibles candidatos a este estatus "los países del Caribe no iberoamericano [...]  y aquellos países que, de Timor a Angola, de Guinea Ecuatorial a Mozambique, comparten el español y el portugués como lenguas vehiculares, oficiales y de comunicación humana", sin olvidar el caso especial de Estados Unidos como país con "más de cuarenta millones de iberoamericanos en su territorio". Enumera también como regiones de interés el caso de otros países de Europa y aquellos del área de Asia Pacífico.
En el Consenso de San Salvador, se dice que "podrán solicitar la categoría de Observador Asociado a la Conferencia Iberoamericana aquellos Estados que compartan afinidades lingüísticas y culturales con los países miembros de la Conferencia Iberoamericana, o que puedan realizar aportaciones significativas a la misma." Así mismo, se reitera que "los Estados solicitantes deberán asumir expresamente el acervo integrado por los valores y principios orientadores de la Conferencia Iberoamericana."

## Carta Cultural Iberoamericana
La Comunidad Iberoamericana de Naciones se ha dotado de una declaración regional que trata de encontrar un marco común en los asuntos culturales:  la Carta Cultural Iberoamericana (CCI).
Según el Ministerio de Cultura de España,

El principal elemento constitutivo de la Comunidad Iberoamericana de Naciones lo constituye su acervo cultural común: el conjunto de afinidades culturales que nos unen y que han propiciado la aprobación de la Carta Cultural Iberoamericana, adoptada en la XVI Cumbre Iberoamericana celebrada en Montevideo, en 2006.

La Carta, por tanto,  refuerza el sustrato cultural de la Comunidad Iberoamericana de Naciones. Además, entre sus principios, indica también que "la solidaridad entre los pueblos y países promueve la construcción de sociedades más justas y equitativas, en una Comunidad Iberoamericana con menores asimetrías".
La Carta está publicada en español, portugués, gallego, euskera, catalán, aimara, quechua, quechua ayacucho, guaraní, inglés, francés y árabe.

## El Sistema Iberoamericano
Los miembros de la Comunidad Iberoamericana de Naciones presentes en la XXIV Cumbre Iberoamericana de Veracruz, México, en diciembre de 2014, tomaron la decisión de reorganizar los cinco organismos regionales iberoamericanos existentes en lo que se viene llamando Sistema Iberoamericano con la intención de definir estrategias comunes y coordinar y planificar sus actuaciones.

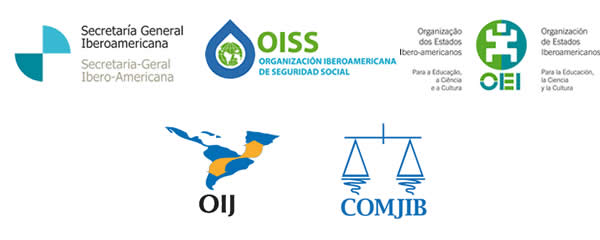
Logos de los organismos que componen el Sistema Iberoamericano.

El Sistema Iberoamericano o Sistema Iberoamericano Intergubernamental está compuesto por los veintidós países miembros y la Secretaría General Iberoamericana (SEGIB) de la Conferencia Iberoamericana, así como por los cuatro "Organismos Iberoamericanos Sectoriales" que pretendían incorporar: la Organización de Estados Iberoamericanos para la Educación, la Ciencia y la Cultura (OEI), la Organización Iberoamericana de Seguridad Social (OISS), el Organismo Internacional de Juventud para Iberoamérica (OIJ) y la Conferencia de Ministros de Justicia de los Países Iberoamericanos (COMJIB).
Los Secretarios Generales de la COMJIB, OIJ, OEI, OISS y SEGIB integran el Comité de Dirección Estratégica de Organismos Iberoamericanos (CoDEI o CODEI), que se constituyó formalmente el 24 de febrero de 2015. El CoDEI está presidido y coordinado por la SEGIB, su Secretaría Ejecutiva, y cuenta con tres equipos permanentes de trabajo con representantes de cada uno de los cinco organismos para elaborar su funciones.

## Críticas
El concepto Comunidad Iberoamericana de Naciones es cuestionado por algunos autores, como Hugo Gómez.[cita requerida] Sin embargo, aunque las declaraciones de las Cumbres que se mencionan no han desarrollado el concepto sobre la Comunidad Iberoamericana de Naciones, estos autores argumentan que hay algunas señales que indican que hay de una toma de conciencia diferente:[cita requerida]
- El hecho de que el concepto esté en mayúsculas apunta a una categoría conceptual diferenciada. Si el concepto Comunidad Iberoamericana de Naciones (en mayúsculas) no fuera un concepto sustantivo se hubiera aludido a una comunidad iberoamericana de naciones.
- El hecho de que hayan sido hasta la actualidad 5 declaraciones de las Cumbres Iberoamericanas las que han hecho referencia a este concepto: Declaración de Panamá, Declaración de Guadalupe, Declaración de San José, Declaración de Córdoba y Declaración de Salamanca.

No obstante estas críticas, programas como Ibermedia, Iberbibliotecas, Ibermemoria Sonora y Audiovisual, Ibermúsicas e Iberescena, entre otros, participan en el fomento de la producción y difusión de contenidos sobre las diferentes culturas en Latinoamérica.

## Datos básicos de los países de la Comunidad Iberoamericana
Se recoge aquí el enfoque aparecido en algunos artículos periodísticos en los cuales se enumeran datos básicos de los 22 países de la Comunidad Iberoamericana como la superficie, el PIB o la población. Supone una población conjunta de más de 888 millones de personas. más del 10% de los 8.000 millones que componen el total de la población mundial en 2025.
| País miembro            | Población (2025) | Superficie (km²) | PIB (nominal) (M de USD, 2025) |
| ----------------------- | ---------------- | ---------------- | ------------------------------ |
| Andorra                 | 87 000           | 468              | 4 035                          |
| Argentina               | 47 345 000       | 2 780 400        | 683 533                        |
| Bolivia                 | 11 404 000       | 1 098 581        | 56 339                         |
| Brasil                  | 213 419 000      | 8 514 877        | 2 125 958                      |
| Chile                   | 18 591 000       | 756 102          | 491 535                        |
| Colombia                | 53 086 000       | 1 141 748        | 427 766                        |
| Costa Rica              | 5 353 000        | 51 100           | 102 591                        |
| Cuba                    | 10 994 000       | 109 884          | 201 986                        |
| Ecuador                 | 17 407 000       | 256 369          | 125 677                        |
| El Salvador             | 6 042 000        | 21 041           | 36 749                         |
| España                  | 49 078 000       | 505 992          | 1 799 511                      |
| Guatemala               | 17 965 000       | 108 889          | 121 177                        |
| Honduras                | 9 966 000        | 112 492          | 38 172                         |
| México                  | 130 536 000      | 1 964 375        | 1 692 640                      |
| Nicaragua               | 6 911 000        | 129 494          | 21 155                         |
| Panamá                  | 4 179 000        | 75 517           | 91 675                         |
| Paraguay                | 6 220 000        | 406 752          | 45 465                         |
| Perú                    | 34 195 000       | 1 285 216        | 303 293                        |
| Portugal                | 10 649 000       | 92 212           | 370 497                        |
| República Dominicana    | 11 032 000       | 48 192           | 127 828                        |
| Uruguay                 | 3 511 000        | 176 215          | 79 731                         |
| Venezuela               | 28 460 000       | 912 050          | 108 511                        |
| Subtotal miembros       | 696 430 000      | 20 547 966       | 9 082 309                      |
| País asociado iberófono | Población (2025) | Superficie (km²) | PIB (nominal) (M de USD, 2025) |
| Angola                  | 35 630 000       | 1 246 700        | 113 343                        |
| Cabo Verde              | 585 000          | 801 590          | 2 786                          |
| Filipinas               | 113 626 000      | 250 436          | 497 495                        |
| Guinea-Bisáu            | 1 811 000        | 36 125           | 2 274                          |
| Guinea Ecuatorial       | 1 915 000        | 28 051           | 12 684                         |
| Mozambique              | 33 848 000       | 93 520           | 23 771                         |
| Puerto Rico             | 3 196 000        | 13 792           | 122 522                        |
| Santo Tomé y Príncipe   | 231 000          | 1 001            | 864                            |
| Timor Oriental          | 1 381 000        | 14 874           | 2 115                          |
| Total                   | 888 653 000      | 23 113 783       | 9 860 163                      |